# يعقوب سزيومكاي
يعقوب سزيومكاي (بالبولندية: Jakub Szumski) (6 مارس 1992 بوارسو في بولندا - ) هو لاعب كرة قدم بولندي في مركز حراسة المرمى. شارك مع منتخب بولندا تحت 20 سنة لكرة القدم ومنتخب بولندا تحت 21 سنة لكرة القدم. أما مع النوادي، فقد لعب مع بياست غليفيتسه وليغيا وارسو.

## وصلات خارجية
- يعقوب سزيومكاي على موقع الاتحاد الأوربي (الإنجليزية)
- يعقوب سزيومكاي على موقع اتحاد تركيا (لاعب) (الإنجليزية)
- يعقوب سزيومكاي على موقع قاعدة بيانات كرة القدم.إي يو (الإنجليزية)
- يعقوب سزيومكاي على موقع Soccerway.com (الإنجليزية)
- يعقوب سزيومكاي على موقع عالم كرة القدم.نت (الإنجليزية)